# Hrușuvatka, Peatîhatkî
Hrușuvatka (în ucraineană Грушуватка) este localitatea de reședință a comunei Hrușuvatka din raionul Peatîhatkî, regiunea Dnipropetrovsk, Ucraina.

## Demografie
Componența lingvistică a localității Hrușuvatka
     Ucraineană (94,99%)
     Rusă (3,68%)
     Romani (1,02%)
Conform recensământului din 2001, majoritatea populației localității Hrușuvatka era vorbitoare de ucraineană (94,99%), existând în minoritate și vorbitori de rusă (3,68%) și romani (1,02%).